# Lufira
Lufira je řeka v Demokratické republice Kongo. Je přibližně 500 km dlouhá. Povodí má rozlohu přibližně 50 000 km².

## Průběh toku
Na svém toku vytváří četné peřeje. Je to pravý přítok řeky Lualaba, která je horním tokem Konga.

## Vodní režim
Vodní hladina je vyšší v období od října do března.

## Využití
Na řece byly vybudovány vodní elektrárny Franki a Bia.